# 君子车辆基地
君子车辆基地（：／*/?）是位於韓國首尔特別市城东区千戶大路的首尔交通公社旗下地鐵車輛基地，在首尔地铁2号线圣水支线附近。这个车辆段主要用于首都圈電鐵1號線的1000系VVVF、1000系电阻控制和首尔地铁2号线的2000系VVVF、2000系GEC列车的修理维护和停放。在1977年，本车辆基地宣布启用。